# Dasychira carpenteri
Dasychira carpenteri är en fjärilsart som beskrevs av George Thomas Bethune-Baker 1913. Dasychira carpenteri ingår i släktet Dasychira och familjen tofsspinnare. Inga underarter finns listade i Catalogue of Life.